# Lovasberényi-hát
A Lovasberényi-hát egy földrajzi kistáj a Dunántúli-középhegységben, a Vértes és a Velencei-hegység között.
A kistáj nagy részét síkság alkotja, ezek azonban már nem az Alföld részei. A dimbes-dombos területen a települések között nagy távolság helyezkedik el.
Települések: Lovasberény, Csákvár, Vértesboglár, Alcsútdoboz, Vértesacsa, Nadap, Bodmér, Újbarok.

## Látnivalók

### Lovasberény
- Katolikus templom
- Cziráky-kastély
- Tűztorony (műemlék)

### Székesfehérvár-Csalapuszta
- Kégl-kastély

### Vértesacsa
- Szent Kereszt feltalálása templom
- Kazay Endre múzeum
- Vértesacsai-víztározó

### Alcsútdoboz
- Alcsúti kastély
- Arborétum

### Nadap
- Szintezési ősjegy